# Pierre Batcheff
Benjamin Batcheff (ou Bacev) dit Pierre Batcheff, né le 23 juin 1907 à Harbin (Mandchourie) (certaines sources mentionnent l'année 1901) et mort le 13 avril 1932 dans le 7e arrondissement de Paris, est un acteur français d'origine russe.

## Biographie
Benjamin Batcheff, dit Pierre Batcheff, naît le 23 juin 1907 à Harbin (aussi appelée Harbin, aujourd’hui Pin-Kiang), ville chinoise devenue un centre urbain moderne sous l’impulsion de la Russie concessionnaire de la construction et de l’exploitation de la ligne ferroviaire prolongeant, en Mandchourie, le Transsibérien. Après la Révolution d’Octobre Kharbine, qui comprend une importante communauté juive, devient le refuge des Russes blancs.
Lorsque la guerre [précision nécessaire] éclate, la famille est à Genève. Batcheff joue de petits rôles dans le théâtre de Georges Pitoëff, puis, au début des Années-Folles, Pierre Batcheff se retrouve à Paris.
L’industrie cinématographie lui offre, comme à nombreux de ses compatriotes en exil, une opportunité d’emploi et il apparaît dès 1923 dans le feuilleton Le roi de Paris de Charles Maudru. L'année suivante, il interprète Scipion Papiano, un médium à demi épileptique, dans l’adaptation par Marcel L'Herbier du roman de Luigi Pirandello, Feu Mathias Pascal, avec Ivan Mosjoukine, Michel Simon et Pauline Carton. Puis il est dirigé par Jean Epstein dans Le double amour (1925).
En 1930, Pierre Batcheff épouse Denise Piazza, plus tard connue sous le nom de Denise Tual, fille de l’éditeur Henri Piazza, future technicienne de cinéma puis réalisatrice et productrice. Le couple fréquente les surréalistes et le Paris branché. Denise lui fait rencontrer les surréalistes Robert Desnos et Paul Éluard. Il héberge pour un temps Jacques Prévert et il fait partie avec lui du groupe des Lacoudem (ceux qui se touchent le coude). Jacques Prévert, Pierre Prévert et Pierre Batcheff écrivent le scénario d'un film Emile, Emile, qui ne sera jamais tourné.
Pierre Batcheff meurt à Paris le 12 avril 1932, après avoir absorbé une dose létale de somnifère tandis que l’armée japonaise s’est emparée quelques jours plus tôt de sa ville natale. Il n’avait que 30 ans.
Il est inhumé au cimetière russe de Sainte-Geneviève-des-Bois.

## Filmographie

### Acteur
- 1923 : Le Roi de Paris de Charles Maudru (film tourné en quatre époques)
- 1924 : Claudine et le Poussin ou Le Temps d'aimer de Marcel Manchez
- 1924 : Princesse Lulu d'Émile-Bernard Donatien
- 1925 : Autour d'un berceau de Georges Monca et Maurice Kéroul
- 1925 : Destinée de Henry Roussell
- 1925 : Le Double Amour de Jean Epstein
- 1926 : Feu Mathias Pascal de Marcel L'Herbier : Scipion
- 1926 : Le Secret d'une mère de Georges Pallu
- 1926 : Le Joueur d'échecs de Raymond Bernard avec Pierre Blanchar : prince Serge Oblomoff
- 1927 : Le Bonheur du jour de Gaston Ravel: Jean Plessiers de Chavignac
- 1927 : Éducation de prince d'Henri Diamant-Berger
- 1927 : En rade d'Alberto Cavalcanti
- 1927 : Napoléon d'Abel Gance, où il interprète le général révolutionnaire Hoche mort à vingt-neuf ans, tandis que Albert Dieudonné est Bonaparte, et Antonin Artaud, Marat.
- 1927 : La Sirène des tropiques d'Henri Étiévant et Mario Nalpas, assistés d’un jeune Espagnol inexpérimenté, Luis Buñuel, Pierre Batcheff protège une jeune indigène, Papitou, jouée par Josephine Baker
- 1928 : L'Île d'amour de Jean Daurand et Berthe Dagmar
- 1928 : Monte Cristo d'Henri Fescourt (film tourné en deux époques)
- 1928 : Vivre de Robert Boudrioz
- 1929 : Un chien andalou de Luis Buñuel et Salvador Dalí, avec Simone Mareuil, court métrage au scénario décousu et conçu par deux amis en mal d’images insolites, voire un brin perverses, qui va faire passer Pierre Batcheff à la postérité.
- 1929 : Le Perroquet vert de Jean Milva
- 1929 : Les Deux Timides de René Clair, d’après la pièce de Eugène Labiche. Il est un avocat, à la timidité maladive, Jules Fremissin, que Françoise Rosay essaie de stimuler.
- 1930 : Illusions de Lucien Mayrargue
- 1930 : Le Roi de Paris de Leo Mittler, reprise parlante du film de 1923.
- 1930 : Les Amours de minuit d'Augusto Genina et Marc Allégret, avec Josseline Gaël et Danièle Parola : Marcel
- 1930 : Les Amours de minuit (Mitternachtsliebe) d'Augusto Genina et Carl Froelich - (version allemande de Les Amours de minuit)
- 1931 : Le Rebelle d'Adelqui Migliar, avec Suzy Vernon
- 1931 : Baroud de Rex Ingram et Alice Terry
- 1931 : Baroud / Love in Morocco de Rex Ingram (version anglaise du film précédent)
- 1931 : L'Ensorcellement de Séville de Benito Perojo (film inachevé sous sa première forme, l'acteur fut remplacé par Georges Péclet)
- 1932 : Une nuit à Monte-Carlo de Robert Land (moyen métrage) avec Marcelle Chantal

### Scénariste
- 1932 : Amour... amour... de Robert Bibal

## Théâtre
- 1926 : La Comédie du bonheur de Nicolas Evreinoff, adaptation Fernand Nozière, mise en scène Charles Dullin, Théâtre de l'Atelier